# Burguesía

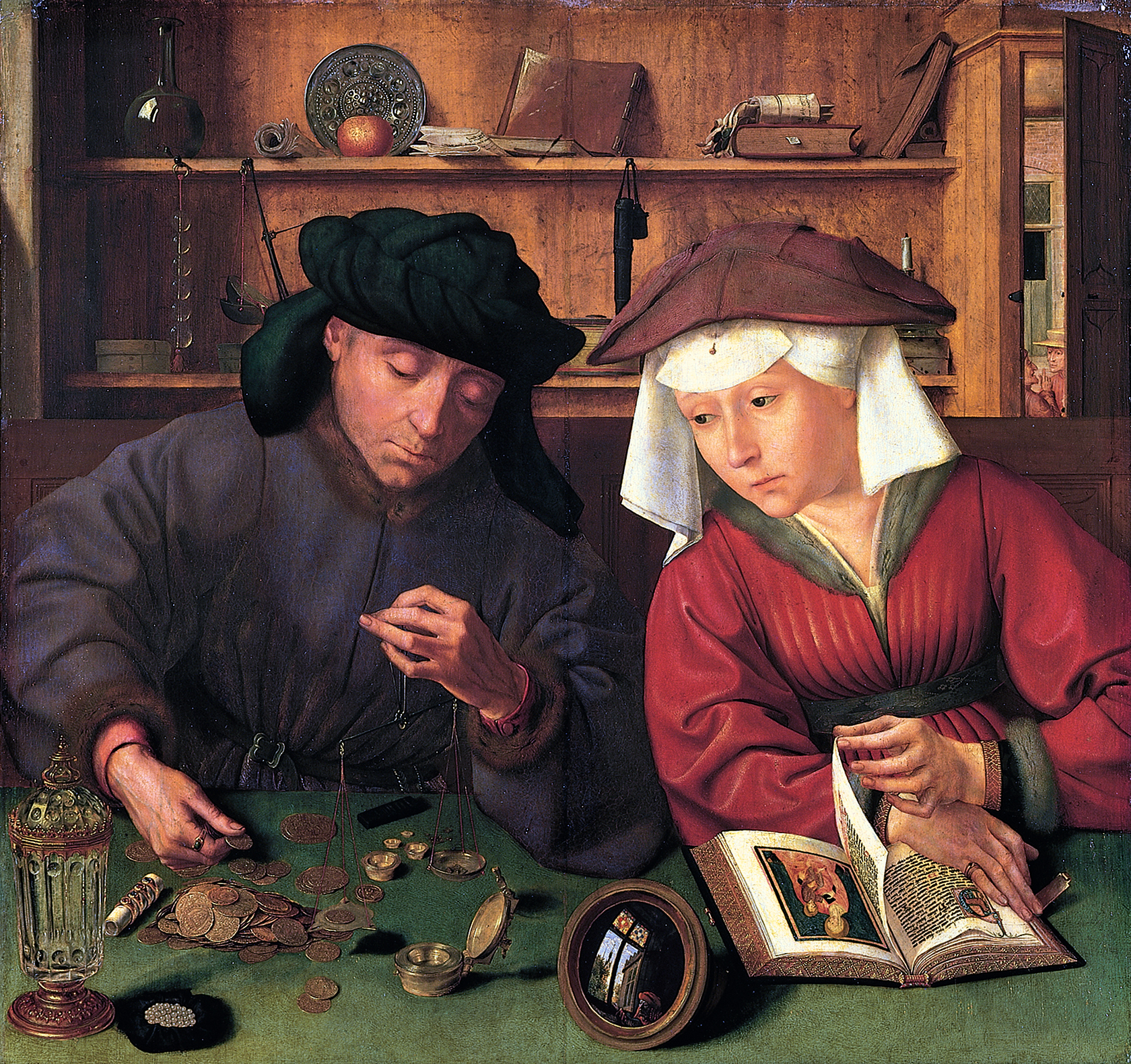
El cambista y su mujer, cuadro de Quentin Massys, 1514.

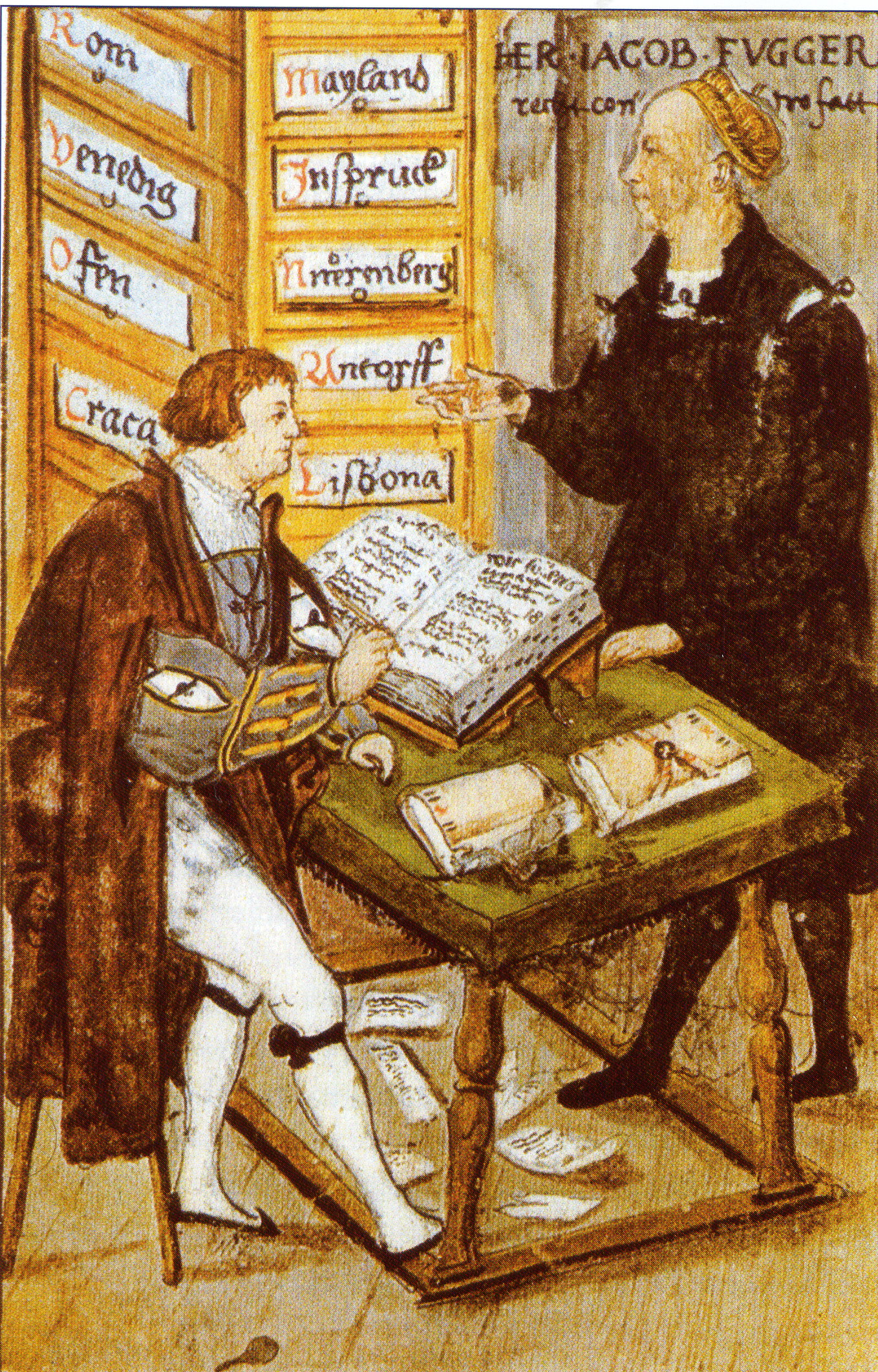
Oficina del banquero Jacobo Fúcar, ilustración de 1527. Aparece su contable principal, M. Schwarz, haciendo un asiento en un libro. Se representa un archivo clasificado por plazas (Roma, Venecia, Núremberg, Lisboa, etc.)

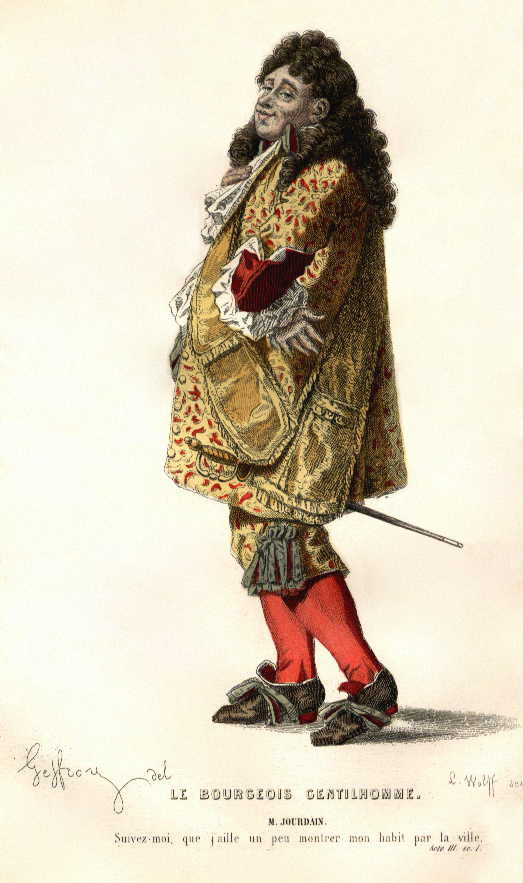
Le Bourgeois gentilhomme, de una obra de Molière, 1670.

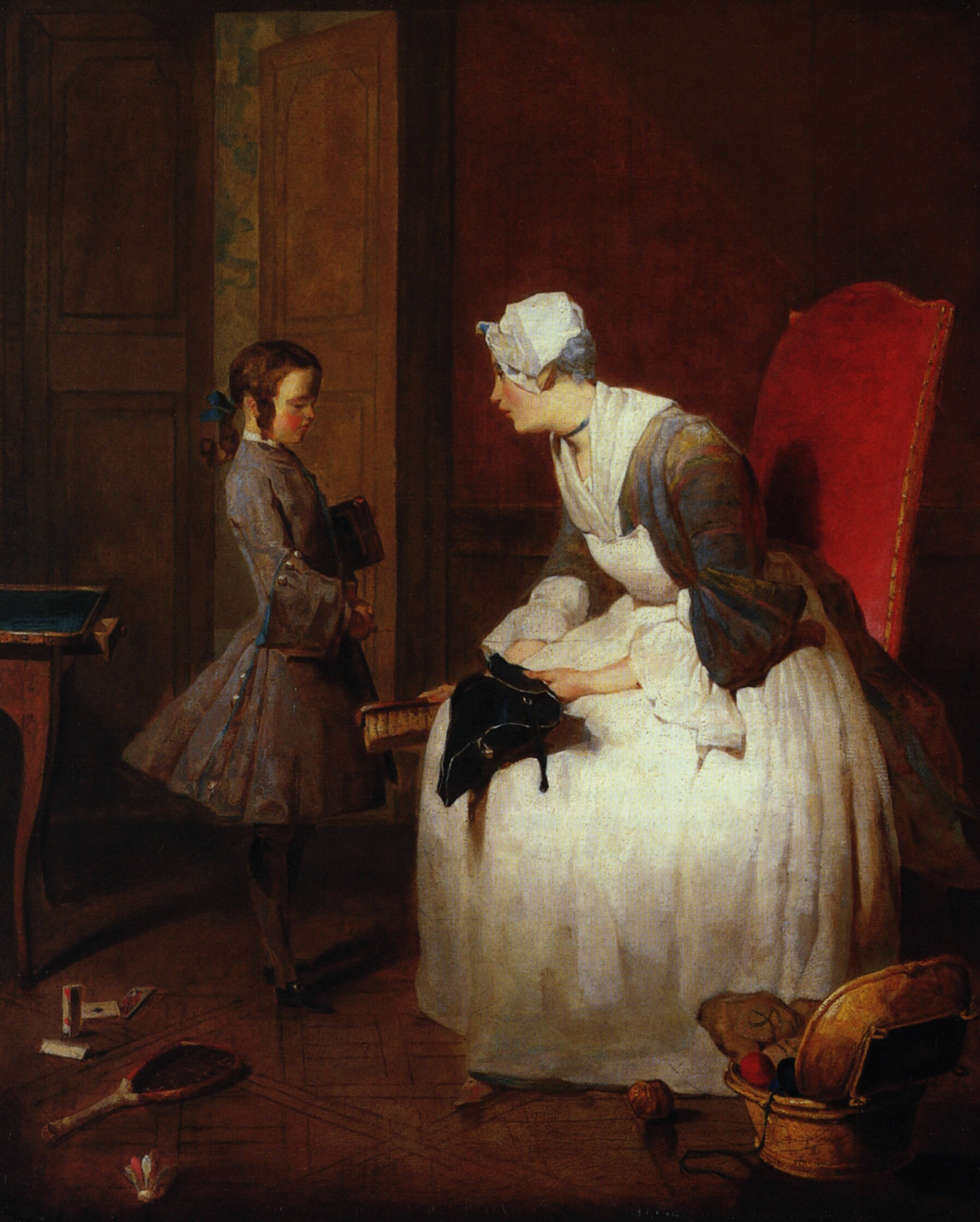
La condición económica acomodada de las familias burguesas les permitió contar con servidumbre doméstica que les evitaban las tareas engorrosas de la vida cotidiana y les permitían mantener un prolongado ocio. También se confiaba a los criados la educación de los niños, en un estricto respeto a las «buenas costumbres».
La Gouvernante («la institutriz»), de Jean Siméon Chardin.

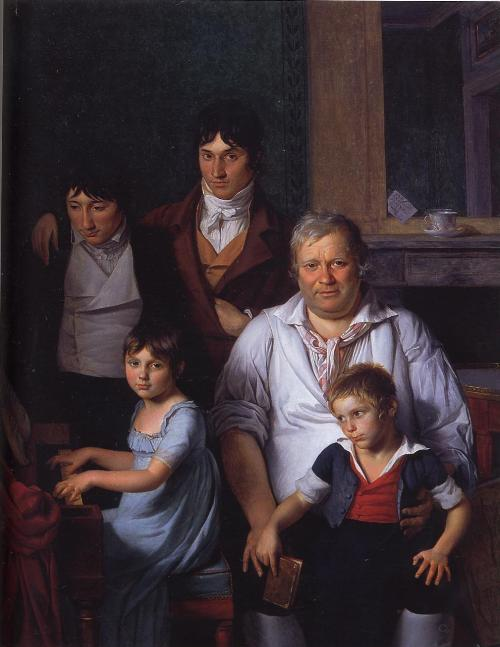
Le conventionnel Michel Gérard et sa famille ("El diputado de la Convención Michel Gérard y su familia"), cuadro de Jacques-Louis David, 1792-1795. De origen campesino, este retrato de familia refleja que han adoptado el "modo de vida burgués".

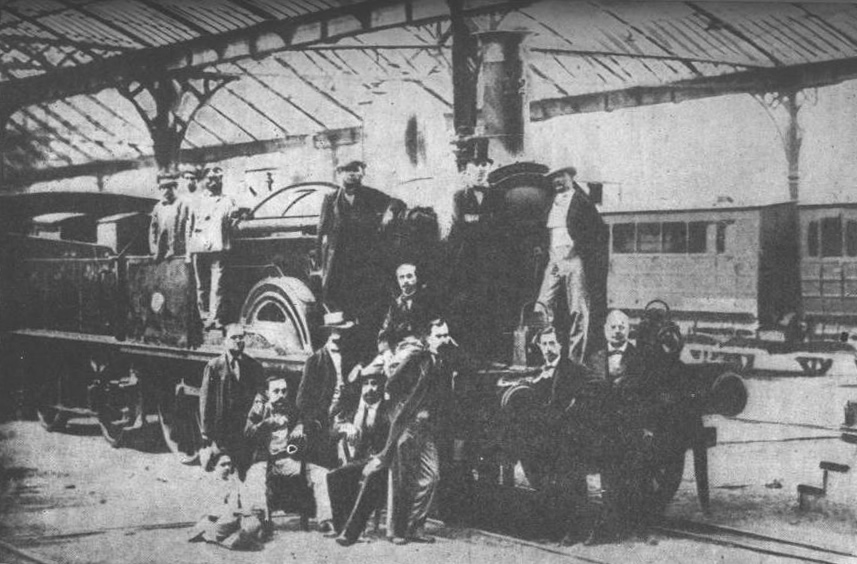
Impulsores, accionistas e ingenieros de la línea Barcelona-Mataró. Locomotora número 112. Estación término, actualmente Estación de Francia, 1848.

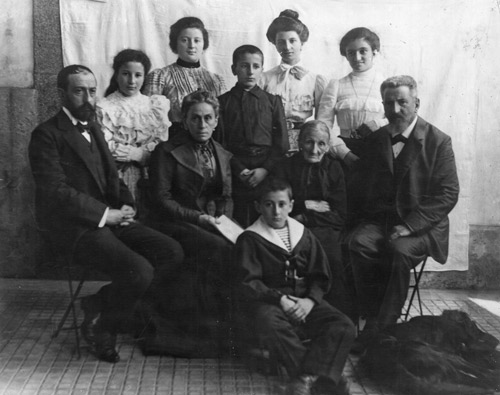
Familia de Ricardo Blanco-Cicerón, fotografía de finales del.

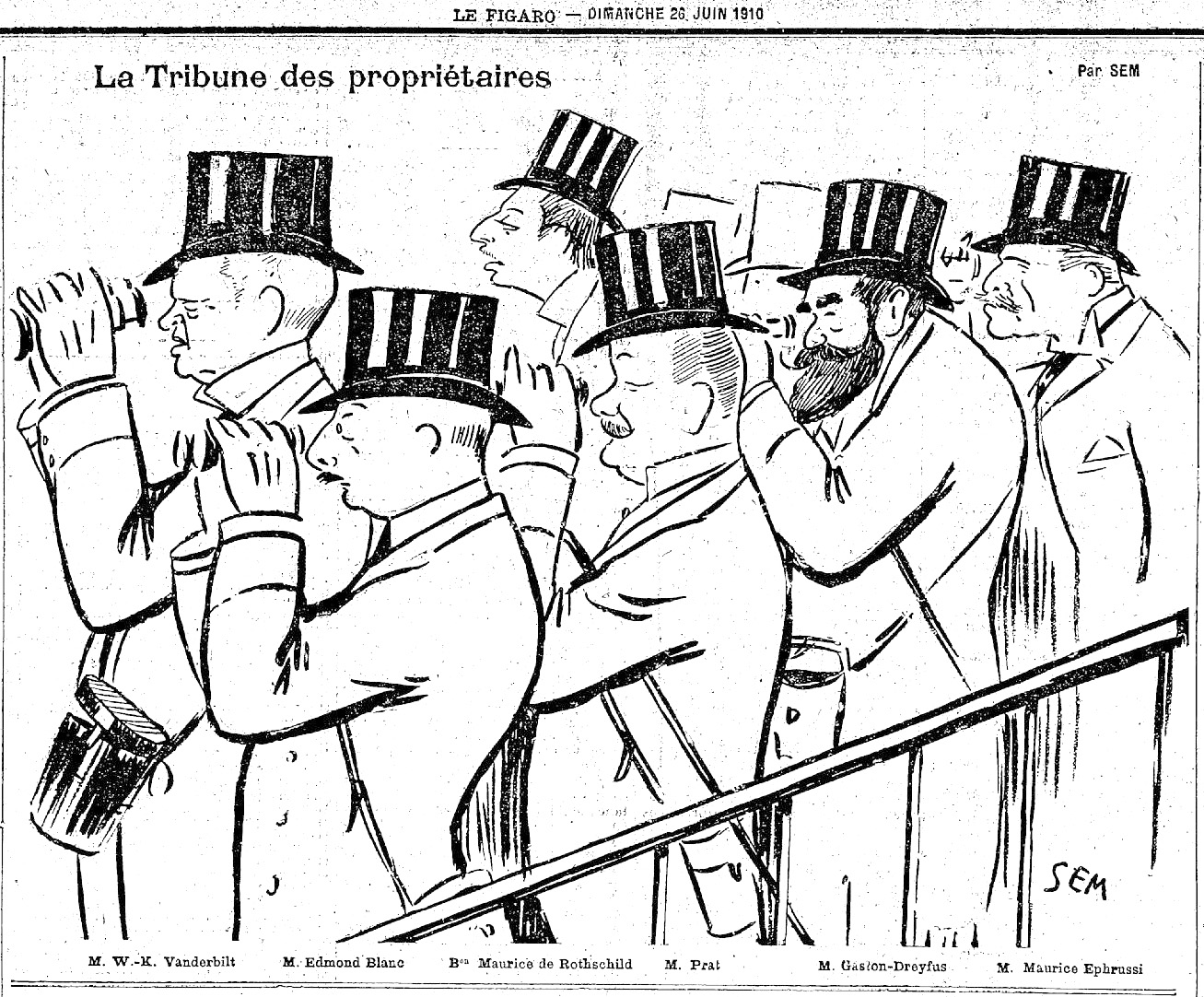
La tribune des proprietaires ("La tribuna de los propietarios"), caricatura de Georges Goursat (Sem), 1910. Se representa a W.C. Vanderbilt, Edmond Blanc, Maurice de Rothschild, M. Prat, M. Gaston Dreyfus y M. Maurice Ephrussi.

El término burguesía  (del francés bourgeoisie) se utiliza en las ciencias sociales para designar a la clase media acomodada y a la clase media alta de la sociedad, que posee cierto capital cultural y financiero y es la clase social dominante en el sistema capitalista, aunque su uso inicial y específico en las ciencias sociales tiene diversas variantes y matices y su significado original, que también se utiliza hoy en día, hacía referencia a los que vivían en la ciudad (burgo) en la Edad Media.

## Burguesías medieval y moderna

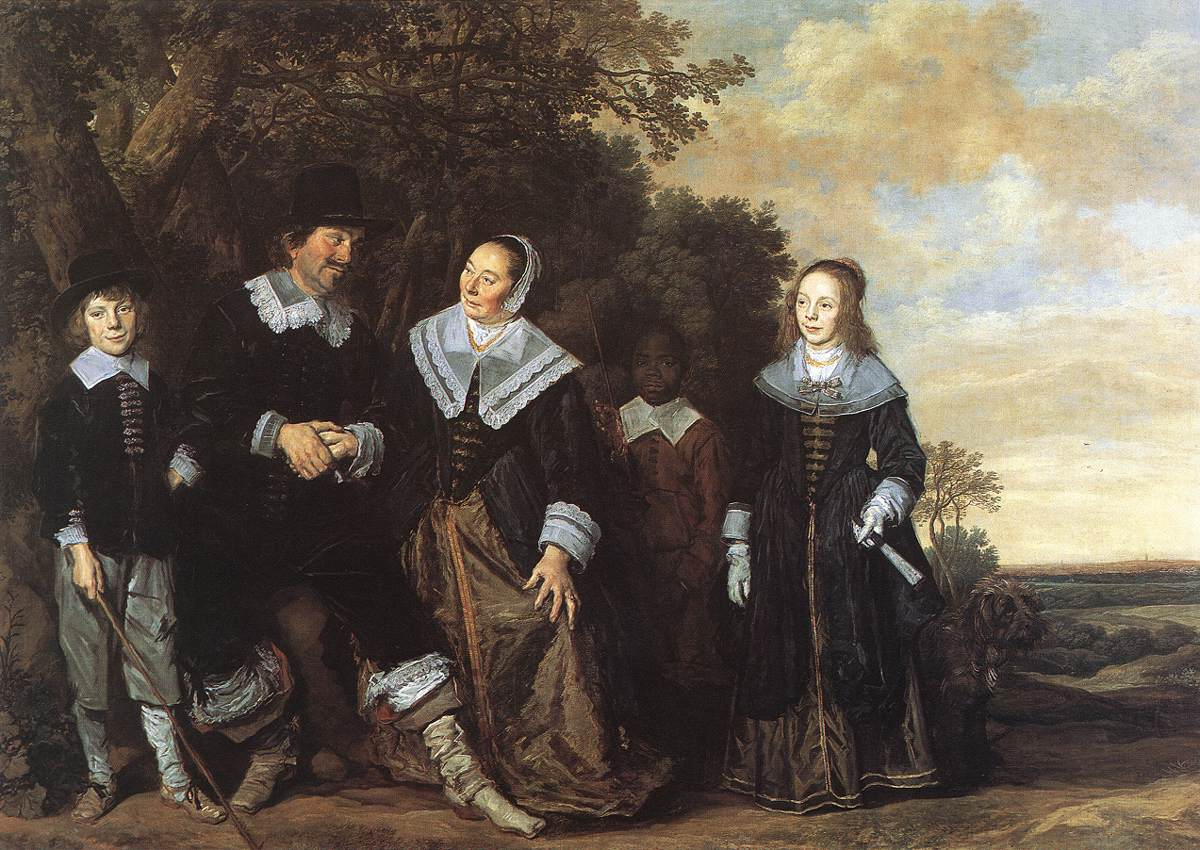
Frans Hals - Grupo familiar en un acantilado, en donde se observa la cultura burguesa

El término se usó inicialmente para denominar al grupo social formado por los habitantes de los «burgos» (las partes nuevas que surgían en las ciudades bajomedievales de la Europa occidental), caracterizados por no ser señores feudales ni siervos ni pertenecer a los estamentos privilegiados (nobleza y clero) ni al campesinado. Sus funciones socioeconómicas eran las de mercaderes, artesanos (burguesía de los oficios) o ejercientes de las denominadas profesiones liberales. Formaban parte del estamento de los laboratores.
La ausencia de sujeción a la jurisdicción feudal era la clave: se decía que «el aire de la ciudad hace libre» (Stadtluft macht frei). Algunos burgueses llegaron a ejercer el poder local en las ciudades a través de un patriciado urbano en el que se mezclaban con la nobleza, lo que en las ciudades-estado italianas (Venecia, Florencia, Génova, Pisa, Siena) implicaba en la práctica el ejercicio de un poder cuasi-soberano (algo menos evidente en las ciudades imperiales libres alemanas), mientras que en las monarquías autoritarias en formación (Francia, Inglaterra, reinos cristianos de la península ibérica) significaba la representación estamental del denominado Tercer Estado, pueblo llano o común. Destacadas familias de origen burgués se acabaron ennobleciendo (Borghese, Médici, Fúcares).
Impulsada por la transición del feudalismo al capitalismo, la burguesía prosperó y se desarrolló como una fuerza social cada vez más influyente durante el Antiguo Régimen; aunque la inadecuación entre su poder económico y su ausencia de poder político la llevó a protagonizar, en el tránsito entre la Edad Moderna y la Edad Contemporánea, las denominadas revoluciones burguesas. No obstante, considerar el papel de la burguesía como una necesidad determinada históricamente, ha sido señalado como una simplificación mecanicista, poco ajustada a la realidad: de hecho, en distintas formaciones sociales históricas se produjeron fenómenos muy distintos, de forma notable la acomodación de la burguesía a las estructuras del Estado absolutista en lo que se ha denominado historiográficamente por Fernand Braudel como «traición de la burguesía» (trahison de la bourgeoisie).

Los Españoles tienen por primer grado suyo el ser caballeros, y sustentarse de sus rentas dentro o fuera de las ciudades con aparato y adorno. ... Los Franceses huyen de las ciudades y residen en sus villas, gozando sus haciendas, y gastándolas en caballos y en armas, con desprecio de la mercancía, juzgando por plebeyos a los que habitan en las ciudades, a quienes llaman Burgueses. Los Ingleses siguen a los Franceses en vivir fuera de las ciudades; mas ocúpanse en corsos y ejercicios de mercancía por mar.
Cristóbal Suárez de Figueroa, Plaza universal de todas ciencias y artes, 1615.

## Era revolucionaria
A la burguesía comercial y financiera beneficiada por el mercantilismo y la expansión europea subsiguiente a la era de los descubrimientos, sucedió el predominio de la burguesía industrial durante la era de las revoluciones (la revolución industrial, simultánea a las revoluciones políticas y sociales «burguesas» -revolución americana, revolución francesa, ciclos revolucionarios de 1820, de 1830 y de 1848-). A lo largo del siglo XIX, a medida que asegura su predominio social y accede al poder político, la burguesía pasa de ser una clase «revolucionaria», enfrentada a los estamentos privilegiados, a ser una clase «conservadora», enfrentada a su nuevo «enemigo de clase»: el proletariado. La estrategia «lampedusiana» (hay que cambiarlo todo para que todo siga igual) evidenció la proximidad de intereses entre la burguesía y la aristocracia.

## Burguesía para el marxismo
Según la interpretación marxista de la historia (materialismo histórico), la burguesía se identifica por su papel en el modo de producción capitalista, donde se caracteriza por su posición en las estructuras de producción y por las relaciones de producción que establece con otras clases, especialmente con el proletariado. Su función es la posesión de los medios de producción, por la que establece su relación desigual con el proletariado, que al no poseer estos medios, debe venderle su fuerza de trabajo. La extracción de la plusvalía de ese trabajo permite la acumulación de capital por parte de la burguesía.
Desde el siglo XX, la connotación de los vocablos «burguesía» y «burgués» incluye un cierto componente peyorativo, especialmente cuando se utiliza en contextos políticos con fines polémicos; es habitual también emplearlos en contextos académicos.

## Valores burgueses y programa burgués
La Ilustración y el enciclopedismo del siglo XVIII dieron expresión ideológica a los valores e intereses identificados con la burguesía (el individuo, el trabajo, la innovación, el progreso, la felicidad, la libertad, la igualdad de condiciones -resumidos en el lema revolucionario Liberté, égalité, fraternité-), lo que se sustanció en un ambicioso programa político, social y económico que se implantó, a lo largo del siglo siguiente, en la sustitución del Antiguo Régimen por un Nuevo Régimen, donde la burguesía pasó a ser la clase dominante:
- Estado de derecho, división de poderes y un sistema político parlamentario y representativo basado en una Constitución (lo que se entiende como liberalismo político, identificado o no con otros conceptos desarrollados posteriormente, como la democracia o el nacionalismo). Se pretende un gobierno limitado y la mínima posible intervención del Estado.
- Libertades civiles o públicas, que incluyen la libertad religiosa, la libertad de expresión y la libertad de prensa, la libertad de reunión y manifestación y la libertad económica, la libertad de trabajo, la libre empresa o el libre mercado; lo que implicaba la no sujeción a las restricciones gremiales, permitía la iniciativa privada sin restricciones y establecía el predominio de la propiedad privada individual sobre cualquier otra forma de posesión (lo que se entiende como liberalismo económico).
- Movilidad social, es decir, ascenso o descenso de los individuos en la escala social por razón de los méritos de su trabajo (expresado en su éxito económico o intelectual) y no por su sangre, herencia o pertenencia a un estamento.

## Tratamientos burgueses
El triunfo de los valores burgueses se extendió en todos los usos sociales, incluido el tratamiento protocolario. De los tratamientos aristocráticos propios del Antiguo Régimen se pasó a la universalización de los tratamientos de cortesía, a los que todos tienen derecho en una sociedad de condiciones iguales (durante la Revolución francesa, citoyen -«ciudadano»- era el apelativo con el que se debía llamar a todos, y posteriormente se universalizó el monsieur -«señor mío»-, privado de su referente nobiliario, y el vous -«usted», «vuestra merced»-), quedando el elitismo reservado a los tratamientos académicos, estimados por ser fruto del mérito personal y no del nacimiento (en España, hasta el primer tercio del siglo XX se reservaba el «don» -derivado del dominus latino- para el título de «bachiller», aunque también se terminó universalizando, mientras que el «licenciado» y el «doctor» se utilizan sobre todo en América Latina y otros países, como Alemania).
El uso del tuteo, como una explícita subversión juvenil y «antiburguesa», fue uno de los rasgos de la revolución de 1968; aunque también lo había sido del falangismo, con idéntico propósito, en la España del franquismo inicial.

## Burguesismo y cosmovisión burguesa
Las cualidades y costumbres propias de los burgueses (cuyo conjunto constituye el burguesismo, según el DRAE) se sustancian en el terreno de la moral, la ética, la estética, el gusto, el arte, la música, la literatura o la moda. En sus aspectos literarios y artísticos, su análisis es parte importante de la Historia social de la literatura y el arte de Arnold Hauser (1951). En sus aspectos relacionados con la construcción del denominado orden público como parte del orden social, su análisis fue el objeto esencial de uno de los principales estudios de Michel Foucault (Vigilar y castigar, 1975). Además de esos, la cosmovisión burguesa implica también un concepto de educación sentimental que se desarrolla en estrecha relación con la imagen que proyectan los medios de comunicación de cada época.
El aburguesamiento es la adquisición de las cualidades propias del burgués (según el mismo DRAE).
- Moralidad burguesa, moral burguesa, moralidad victoriana o moral victoriana (véanse también convenciones sociales y doble moral).
- Ética burguesa, ética del trabajo, ética capitalista (La ética protestante y el espíritu del capitalismo, de Max Weber)
- Estética burguesa, gusto burgués
- Arte burgués (El arte burgués del siglo XIX, "Arte por el arte")[19]

Paradójicamente, tan «burgués» es el arte «académico», convencional y respetable, como las sucesivas búsquedas de originalidad en la transgresión y la provocación que pretenden Épater le bourgeois («Escandalizar al burgués»); del mismo modo que tan integrables en el mercado de arte son, cada una en su segmento, la baja cultura  (kitsch) como la alta cultura.
- Pintura burguesa
- Retrato burgués (véase, por ejemplo Retrato de monsieur Bertin, de Ingres, 1832).[20]
- Escultura burguesa
- Arquitectura burguesa[21]
- Música burguesa[22]
- Literatura burguesa[23]
- Poesía burguesa[24]
- Teatro burgués[25]
- Tragedia burguesa (bürgerliches trauerspiel) -Bürgerliches Trauerspiel-
- Comedia burguesa
- Drama burgués
- Novela burguesa[26]
- Costumbrismo burgués (costumbrismo)
- Moda burguesa[27]

### Tipología de «las burguesías»
- Alta burguesía (haute bourgeoisie, las «doscientas familias» -deux cents familles-,[28] alta sociedad, high society, alta sociedad protestante -haute société protestante HSP-[29])
- Baja burguesía (basse bourgeoisie)
- Media burguesía o burguesía media (moyenne bourgeoisie)
- Gran burguesía (granburgués o gran burgués, grand bourgeois -la palabra alemana Großbürger se utiliza para denominar un título de nobleza alemán-)[30]
- Pequeña burguesía (pequeñoburgués, petit bourgeois)
- Popolo grosso y popolo minuto en la Italia medieval
- La Biga y la Busca en la Cataluña medieval
- Burguesía ilustrada (Bildungsbürgertum)[31]
- Golillas y manteístas en la España del Antiguo Régimen
- Burguesía rural o burguesía agraria[32] (la expresión conlleva un oxímoron, puesto que el origen del término «burguesía» conlleva su identificación con la burguesía urbana, burguesía comercial o burguesía industrial)

- En Inglaterra: gentry (véase también gentrificación), yeomanry
- En España: labrador rico, desamortización
- En Rusia: kulak
- Burguesía terrateniente en Argentina

- Bobo (bourgeois bohemian -"burgués bohemio"-)
- Snob (sine nobilitate -"esnob"-)

### Conceptos sobre la burguesía
- Liberalismo burgués, locución despectiva en el comunismo chino
- Nacionalismo burgués, locución de la fraseología marxista[34]
- Socialismo pequeñoburgués, concepto empleado en el Manifiesto comunista[35]

- Socialismo burgués o conservador, concepto empleado en el Manifiesto comunista[36]
- Pseudociencia burguesa, locución despectiva en el comunismo soviético
- Burguesía nacional, en los países coloniales y dependientes
- Estado burgués[37]
- República burguesa (Serenísima República de Venecia, Cantón de Ginebra, Antigua Confederación Suiza, Primera República Francesa, Segunda República Francesa, Tercera República Francesa)
- Imperio burgués (Primer Imperio francés y Segundo Imperio francés, Imperio británico), es también una locución  de la fraseología del movimiento obrero, que aparece en la letra de una de las versiones de La Internacional[38]
- Monarquía burguesa, las monarquías constitucionales o parlamentarias europeas  (la monarquía neerlandesa de la Casa de Orange-Nassau -establecida de facto en los Países Bajos desde el siglo XVI-, la monarquía inglesa desde la Glorious Revolution -1688-, la monarquía francesa durante el periodo revolucionario -1789-1792- y en la llamada "Monarquía de Julio" -1830-1848-, la monarquía sueca de la casa de Bernadotte desde 1810, la monarquía española del reinado de Isabel II, el interregno y el reinado de Amadeo de Saboya -1833-1863-, la monarquía danesa de la Casa de Glücksburg, etc.)
- Instituciones burguesas -instituciones-
- Ideología burguesa, concepto marxista
- Derecho burgués o ley burguesa (bourgeois law), concepto marxista;[39] no debe confundirse con Bürgerliches recht o Bürgerliches Gesetzbuch (el código civil alemán)
- Partidos burgueses[40]
- Whig
- Grupos políticos de la Revolución francesa
- First Party System (primer sistema de partidos en Estados Unidos)[41]
- Liberalismo español
- Partido Burgués Democrático (PDB), suizo

### Obras literarias o artísticas
- La crisis del Estado de derecho liberal-burgués, de Arturo Sampay
- Le Bourgeois gentilhomme, obra de teatro de Molière
- Les Bourgeois de Calais, escultura de Rodin (sobre un episodio histórico)
- El discreto encanto de la burguesía, de Luis Buñuel
- La insurrección de la burguesía, primera parte del documental La batalla de Chile, de Patricio Guzmán
- Les Bourgeois, álbum de Jacques Brel[42]